# Beder Caicedo
Beder Julio Caicedo Lastra (ur. 13 maja 1992 w San Lorenzo) – ekwadorski piłkarz grający na pozycji lewego obrońcy w klubie Independiente del Valle.

## Kariera klubowa

### Independiente del Valle
Caicedo przeszedł do Independiente del Valle 13 stycznia 2020. Zadebiutował on dla tego klubu 14 lutego 2020 w meczu z Mushuc Runa SC (wyg. 2:1). Pierwszą bramkę zawodnik ten zdobył 22 lutego 2020 w wygranym 2:3 spotkaniu przeciwko LDU Quito.

## Kariera reprezentacyjna

### Ekwador
Caicedo zadebiutował w barwach reprezentacji Ekwadoru 16 listopada 2018 w meczu z reprezentacją Peru (wyg. 0:2). Pierwszą bramkę zawodnik ten zdobył 12 listopada 2020 w wygranym 2:3 spotkaniu przeciwko reprezentacji Boliwii.
| Mecze i gole w reprezentacji | Mecze i gole w reprezentacji | Mecze i gole w reprezentacji | Mecze i gole w reprezentacji | Mecze i gole w reprezentacji | Mecze i gole w reprezentacji | Mecze i gole w reprezentacji | Mecze i gole w reprezentacji         |
| Ekwador                      | Ekwador                      | Ekwador                      | Ekwador                      | Ekwador                      | Ekwador                      | Ekwador                      | Ekwador                              |
| Lp.                          | Data                         | Miejsce                      | Gospodarz                    | Gość                         | Wynik                        | Gol                          | Rozgrywki                            |
| ---------------------------- | ---------------------------- | ---------------------------- | ---------------------------- | ---------------------------- | ---------------------------- | ---------------------------- | ------------------------------------ |
| 1.                           | 16.11.2018                   | Lima                         | Peru                         | Ekwador                      | 0:2                          |                              | Mecz towarzyski                      |
| 2.                           | 21.11.2018                   | Panama                       | Panama                       | Ekwador                      | 1:2                          |                              | Mecz towarzyski                      |
| 3.                           | 22.03.2019                   | Orlando                      | Stany Zjednoczone            | Ekwador                      | 1:0                          |                              | Mecz towarzyski                      |
| 4.                           | 27.03.2019                   | Harrison                     | Honduras                     | Ekwador                      | 0:0                          |                              | Mecz towarzyski                      |
| 5.                           | 02.06.2019                   | Miami Gardens                | Wenezuela                    | Ekwador                      | 1:1                          |                              | Mecz towarzyski                      |
| 6.                           | 10.06.2019                   | Arlington                    | Meksyk                       | Ekwador                      | 3:2                          |                              | Mecz towarzyski                      |
| 7.                           | 17.06.2019                   | Belo Horizonte               | Urugwaj                      | Ekwador                      | 4:0                          |                              | Copa América 2019                    |
| 8.                           | 12.11.2020                   | La Paz                       | Boliwia                      | Ekwador                      | 2:3                          | Gol                          | Mistrzostwa Świata 2022 – eliminacje |
| 9.                           | 17.11.2020                   | Quito                        | Ekwador                      | Kolumbia                     | 6:1                          |                              | Mistrzostwa Świata 2022 – eliminacje |

## Sukcesy
Sukcesy w karierze klubowej:
- Serie A –  1×, z Independiente del Valle, sezon 2021
- Recopa Sudamericana – 1×, z Independiente del Valle, sezon 2020
- Florida Cup – 1×, z Barceloną SC, sezon 2018